# الدوري اللبناني الدرجة الثانية 2011–12
الدوري اللبناني - الدرجة الثانية 2011–12 هو موسم من الدوري اللبناني الدرجة الثانية. فاز فيه الإجتماعي طرابلس.